# Syracuse Nationals 1947-1948
La stagione 1947-48 dei Syracuse Nationals, squadra di proprietà dell'italoamericano Danny Biasone, fu la 2ª della squadra in National Basketball League.

## Risultati
I Nats chiusero la stagione con 24 vittorie e 36 sconfitte; furono poi eliminati ai play-off dagli Anderson Duffey Packers (3-0).

## Roster
|  | Naz.                   | Ruolo | Sportivo          | Anno | Alt. | Peso |  |
|  | ---------------------- | ----- | ----------------- | ---- | ---- | ---- |  |
|  | Stati Uniti (bandiera) | A     | Jim Homer         | 1921 | 195  | 86   |  |
|  | Stati Uniti (bandiera) | AC    | Mike Novak        | 1915 | 206  | 99   |  |
|  | Stati Uniti (bandiera) | G     | Jerry Rizzo       | 1918 | 173  | 68   |  |
|  | Stati Uniti (bandiera) | AC    | John Chaney       | 1920 | 191  | 84   |  |
|  | Stati Uniti (bandiera) | GA    | Steve Sharkey     | 1918 | 183  | 86   |  |
|  | Stati Uniti (bandiera) | G     | Bob Kitterman     | 1923 | 183  | 79   |  |
|  | Stati Uniti (bandiera) | GA    | Paul Seymour      | 1928 | 185  | 81   |  |
|  | Stati Uniti (bandiera) | GA    | George Nelmark    | 1917 | 185  | 82   |  |
|  | Stati Uniti (bandiera) | A     | John Abramovic    | 1919 | 191  | 88   |  |
|  | Stati Uniti (bandiera) | A     | Eddie Oram        | 1914 | 191  | 79   |  |
|  | Stati Uniti (bandiera) | G     | Bob O'Shaughnessy | 1921 | 183  | 79   |  |
|  | Stati Uniti (bandiera) | AC    | Virgil Vaughn     | 1918 | 193  | 93   |  |
|  | Stati Uniti (bandiera) | G     | Chick Meehan      | 1917 | 185  | 88   |  |
|  | Stati Uniti (bandiera) | G     | Bill DeVenzio     | 1924 | 183  | 84   |  |
|  | Stati Uniti (bandiera) | A     | Garland O'Shields | 1921 | 185  | 88   |  |
|  | Stati Uniti (bandiera) | GA    | Roy Hurley        | 1922 | 188  | 77   |  |
|  | Stati Uniti (bandiera) | AC    | Bob Fitzgerald    | 1923 | 195  | 86   |  |
|  | Stati Uniti (bandiera) | G     | Johnny Sebastian  | 1921 | 185  | 84   |  |
|  | Stati Uniti (bandiera) | AC    | Ken Walters       | 1922 | 183  | 77   |  |

## Staff tecnico
- Allenatore: Bennie Borgmann